# Дубовый (Лискинский район)
Дубовый — хутор в Лискинском районе Воронежской области.
Входит в состав Среднеикорецкого сельского поселения.

## География

### Улицы
- Дубовая